# بازار نقدی
بازار نقدی، بازار نقدی یک بازار عمومی مالی است که در آن اسناد مالی یا کالاها برای تحویل فوری معامله می‌شوند. در مقابل، در بازار معاملات آتی کالاها در آینده تحویل داده می‌شود.

## انواع بازارهای نقدی
در بازار نقدی، توافق درt+2 روز کاری اتفاق می‌ افتد، یعنی وجه نقد و کالا باید دو روز کاری بعد از تاریخ معامله تحویل داده شوند. بازار نقدی می‌ تواند در هر جا که زیر ساخت‌ های انجام معامله وجود داشته باشد مورد استفاده قرار گیرد. در کل سه نوع بازار نقدی داریم:
- بازار سازمان یافته
- بورس
- فرابورس(OTC)

## بورس
اوراق بهادار (بعنوان مثال اسناد مالی) یا کالا در یک بورس با استفاده، ساخت و احتمالاً تغییر قیمت جاری بازار معامله می‌شوند.

## فرابورس
در فرابورس معاملات بر پایه قراردادهای بین دو طرف قرارداد و نه قوانین یک بورس انجام می‌شود. شرایط قرارداد بین طرفین توافق می‌شود و ممکن است استاندارد نباشد؛ قیمت احتمالاً منتشر نمی‌شود.

## مثال
بازار ارز نقدی مدت تحویل دو روزه را تحمیل می‌ کند، در اصل زمانی که طول می‌ کشد تا وجه نقد از یک بانک به بانک دیگر منتقل شود. بیشتر معاملات سوداگرانه خرده فروشان ارزی به عنوان یک معامله نقدی در سکوی معاملات به صورت آنلاین انجام می‌ شود.

## انرژی نقدی
بازار نقدی انرژی این امکان را فراهم می‌ کند که تولیدات مازاد انرژی بلافاصله در دسترس خریداران انرژی قرارگیرد، مذاکرات قیمت در میلی‌ ثانیه و تحویل انرژی به مشتری فقط در چند دقیقه بعد صورت می‌ گیرد. بازار نقدی می‌ تواند توسط بخش خصوصی اداره شود یا بوسیله سازمان‌ های صنعتی یا نهادهای دولتی کنترل شود. زمانی که معاملات صورت می‌ پذیرد قیمت بازار برای عموم شناخته شده‌ است، این بازارها اغلب سفته بازان را جذب می‌ کنند. نمونه‌ هایی از بازار نقدی انرژی برای گاز طبیعی در اروپا عنوان حمل‌ کننده تسهیلات (TTF) در هلند و متعادل‌ کننده نقطه‌ ای ملی (NBP)در انگلستان می‌ باشند.